# Романо-Канавезе
Рома́но-Канаве́зе (итал. Romano Canavese, пьем. Roman) — коммуна в Италии, в регионе Пьемонт, подчиняется административному центру Турин.
Население составляет 2941 человек (2008 г.), плотность населения — 267 чел./км². Занимает площадь 11 км². Почтовый индекс — 10090. Телефонный код — 0125.
Покровителем коммуны почитается святой Проспер, празднование в первое воскресенье сентября.

## Демография
Динамика населения:

## Администрация коммуны
- Официальный сайт: http://www.comuneromano.it/ Архивная копия от 30 сентября 2010 на Wayback Machine